# Valle del Agri

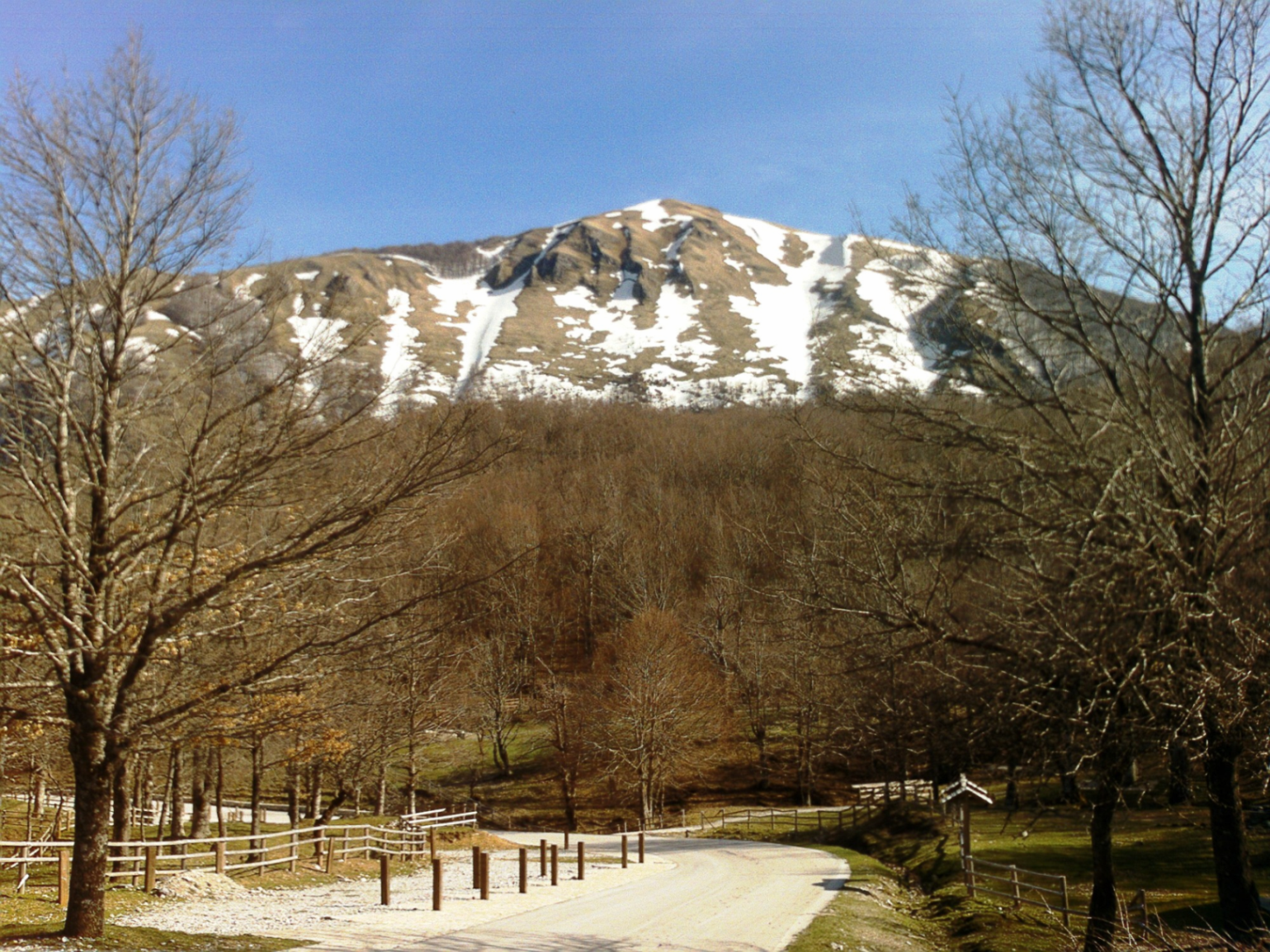
Contrafuerte norte del Monte Volturino.

El valle del Agri (en italiano, Val d'Agri), es un valle de la región italiana de Basilicata, en la provincia de Potenza. Con una superficie de 1.405,45 kilómetros cuadrados, se extiende por los términos de Armento, Castronuovo di Sant'Andrea, Corleto Perticara, Gallicchio, Grumento Nova, Guardia Perticara, Marsico Nuovo, Marsicovetere, Missanello, Moliterno, Montemurro, Paterno, Roccanova, San Chirico Raparo, San Martino d'Agri, Sant'Arcangelo, Sarconi, Spinoso, Tramutola y Viggiano. La población asciende a unos 49.000 habitantes.
Esta comarca está comprendido entre los montes Sirino y Volturino, en el límite con Campania. Toma su nombre del río Agri, que atraviesa todo su territorio. Es una de las zonas más importantes de la región, desde el punto de vista cultural y económico. De hecho, en la primera mitad del siglo XX se descubrieron en esta zona los yacimientos petrolíferos, pero solo en los años ochenta se inició su explotación y hoy el petróleo del Valle del Agri supone el 10% de las necesidades nacionales. Esta cifra está destinada a aumentar, vistos los proyectos y trabajos en curso de expansión de los pozos, aún no del todo explotados. En la última década se han descubierto nuevos yacimientos petrolíferos hasta el punto de creer que en el valle puede estar el mayor yacimiento de Europa.
Pero debe mencionarse también un importante turismo invernal debido a las numerosas pistas de esquí y un turismo de carácter cultural-naturalístico debido por la belleza y riqueza de los lugares. La zona está en parte comprendida en el parque nacional de los Apeninos lucanos Valle del Agri Lagonegrese.